# 布氏燈鱂
布氏孔燈鱂又名布氏燈鱂，為輻鰭魚綱鯉齒目鯉齒亞目花鳉科的其中一種，分布於非洲剛果河中部流域，體長可達3公分，生活在雜草叢生的溪流、沼澤，生活習性不明，可作為觀賞魚。